# Campeonato Mundial de Baloncesto Femenino de 2006
El XV Campeonato Mundial de Baloncesto Femenino se celebró en Brasil entre el 12 y el 23 de septiembre de 2006, bajo la organización de la Federación Internacional de Baloncesto (FIBA) y la Federación Brasilea de Baloncesto.
Un total de dieciséis selecciones nacionales de cinco confederaciones continentales compitieron por el título de campeón mundial, cuyo anterior portador era el equipo de Estados Unidos, vencedor del Mundial de 2002. 
La selección de Australia se adjudicó la medalla de oro al derrotar en la final al equipo de Rusia con un marcador de 91-74. En el partido por el tercer puesto el conjunto de Estados Unidos venció al de Brasil.

## Sedes
| Grupo                | Ciudad    | Instalación               | Capacidad |
| -------------------- | --------- | ------------------------- | --------- |
| A, B, E y fase final | São Paulo | Gimnasio de Ibirapuera    | 11 000    |
| C, D y F             | Barueri   | Polideportivo José Corrêa | 5000      |

## Grupos
| Grupo A       | Grupo B   | Grupo C        | Grupo D         |
| ------------- | --------- | -------------- | --------------- |
| Argentina     | Australia | Nigeria        | China Taipéi    |
| Brasil        | Canadá    | China          | Cuba            |
| Corea del Sur | Lituania  | Rusia          | República Checa |
| España        | Senegal   | Estados Unidos | Francia         |

## Primera fase
- Todos los partidos en la hora local de Brasil (UTC-2).

### Grupo A
| Equipo        | J | G | P | PF  | PC  | DP  | PTS |
| ------------- | - | - | - | --- | --- | --- | --- |
| Argentina     | 3 | 2 | 1 | 219 | 199 | +20 | 5   |
| Brasil        | 3 | 2 | 1 | 243 | 222 | +21 | 5   |
| España        | 3 | 2 | 1 | 218 | 200 | +18 | 5   |
| Corea del Sur | 3 | 0 | 3 | 207 | 266 | -59 | 3   |

- Resultados

| Fecha | Hora  | Partido¹      | Partido¹ | Partido¹      | Resultado |
| ----- | ----- | ------------- | -------- | ------------- | --------- |
| 12.09 | 13:00 | Corea del Sur | -        | España        | 57-87     |
| 12.09 | 15:15 | Argentina     | -        | Brasil        | 69-71     |
| 13.09 | 13:00 | España        | -        | Argentina     | 64-77     |
| 13.09 | 15:15 | Brasil        | -        | Corea del Sur | 106-86    |
| 14.09 | 13:00 | Corea del Sur | -        | Argentina     | 64-73     |
| 14.09 | 15:15 | Brasil        | -        | España        | 66-67     |

- (¹) – Todos en São Paulo.

### Grupo B
| Equipo    | J | G | P | PF  | PC  | DP  | PTS |
| --------- | - | - | - | --- | --- | --- | --- |
| Australia | 3 | 3 | 0 | 194 | 120 | +74 | 6   |
| Lituania  | 3 | 2 | 1 | 158 | 123 | +35 | 5   |
| Canadá    | 3 | 1 | 2 | 188 | 245 | -57 | 4   |
| Senegal   | 3 | 0 | 3 | 182 | 234 | -52 | 3   |

- Resultados

| Fecha | Hora  | Partido¹  | Partido¹ | Partido¹  | Resultado |
| ----- | ----- | --------- | -------- | --------- | --------- |
| 12.09 | 17:30 | Lituania  | -        | Australia | 0-2       |
| 12.09 | 19:45 | Senegal   | -        | Canadá    | 64-65     |
| 13.09 | 17:30 | Canadá    | -        | Lituania  | 58-84     |
| 13.09 | 19:45 | Australia | -        | Senegal   | 95-55     |
| 14.09 | 17:30 | Lituania  | -        | Senegal   | 74-63     |
| 14.09 | 19:45 | Canadá    | -        | Australia | 65-97     |

- (¹) – Todos en São Paulo.

### Grupo C
| Equipo         | J | G | P | PF  | PC  | DP  | PTS |
| -------------- | - | - | - | --- | --- | --- | --- |
| Estados Unidos | 3 | 3 | 0 | 288 | 198 | +90 | 6   |
| Rusia          | 3 | 2 | 1 | 250 | 206 | +44 | 5   |
| China          | 3 | 1 | 2 | 209 | 264 | -55 | 4   |
| Nigeria        | 3 | 0 | 3 | 155 | 234 | -79 | 3   |

- Resultados

| Fecha | Hora  | Partido¹       | Partido¹ | Partido¹       | Resultado |
| ----- | ----- | -------------- | -------- | -------------- | --------- |
| 12.09 | 15:15 | Rusia          | -        | Nigeria        | 84-50     |
| 12.09 | 19:45 | Estados Unidos | -        | China          | 119-72    |
| 13.09 | 15:15 | China          | -        | Rusia          | 66-86     |
| 13.09 | 19:45 | Nigeria        | -        | Estados Unidos | 46-79     |
| 14.09 | 15:15 | Estados Unidos | -        | Rusia          | 90-80     |
| 14.09 | 19:45 | Nigeria        | -        | China          | 59-71     |

- (¹) – Todos en Barueri.

### Grupo D
| Equipo          | J | G | P | PF  | PC  | DP  | PTS |
| --------------- | - | - | - | --- | --- | --- | --- |
| República Checa | 3 | 2 | 1 | 224 | 185 | +39 | 5   |
| Francia         | 3 | 2 | 1 | 235 | 204 | +31 | 5   |
| Cuba            | 3 | 2 | 1 | 204 | 216 | -12 | 5   |
| China Taipéi    | 3 | 0 | 3 | 210 | 268 | -58 | 3   |

- Resultados

| Fecha | Hora  | Partido¹        | Partido¹ | Partido¹        | Resultado |
| ----- | ----- | --------------- | -------- | --------------- | --------- |
| 12.09 | 13:00 | Francia         | -        | República Checa | 62-58     |
| 12.09 | 17:30 | Cuba            | -        | China Taipéi    | 75-70     |
| 13.09 | 13:00 | China Taipéi    | -        | Francia         | 68-100    |
| 13.09 | 17:30 | República Checa | -        | Cuba            | 73-51     |
| 14.09 | 13:00 | China Taipéi    | -        | República Checa | 72-93     |
| 14.09 | 17:30 | Francia         | -        | Cuba            | 73-78     |

- (¹) – Todos en Barueri.

## Segunda fase
- Todos los partidos en la hora local de Brasil (UTC-2).

Clasifican los tres mejores equipos de cada grupo y se distribuyen en dos grupos, el E con los tres primeros de los grupos A y B y el F con los tres primeros de los grupos C y D.

### Grupo E
| Equipo    | J | G | P | PF  | PC  | DP  | PTS |
| --------- | - | - | - | --- | --- | --- | --- |
| Australia | 6 | 6 | 0 | 431 | 210 | +   | 12  |
| España    | 6 | 4 | 2 | 446 | 384 | +   | 10  |
| Brasil    | 6 | 4 | 2 | 482 | 412 | +72 | 10  |
| Lituania  | 6 | 3 | 3 | 342 | 329 | +13 | 9   |
| Argentina | 6 | 3 | 3 | 377 | 402 | -   | 9   |
| Canadá    | 6 | 1 | 5 | 344 | 474 | -   | 7   |

- Resultados

| Fecha | Hora  | Partido¹  | Partido¹ | Partido¹  | Resultado |
| ----- | ----- | --------- | -------- | --------- | --------- |
| 16.09 | 09:30 | Lituania  | -        | Brasil    | 67-84     |
| 16.09 | 11:45 | Canadá    | -        | Argentina | 58-62     |
| 16.09 | 14:00 | Australia | -        | España    | 72-68     |
| 17.09 | 09:30 | Brasil    | -        | Australia | 73-82     |
| 17.09 | 11:45 | Argentina | -        | Lituania  | 47-62     |
| 17.09 | 14:00 | España    | -        | Canadá    | 85-57     |
| 18.09 | 13:00 | Lituania  | -        | España    | 55-75     |
| 18.09 | 15:15 | Canadá    | -        | Brasil    | 41-82     |
| 18.09 | 17:30 | Australia | -        | Argentina | 83-49     |

- (¹) – Todos en São Paulo.

### Grupo F
| Equipo          | J | G | P | PF  | PC  | DP   | PTS |
| --------------- | - | - | - | --- | --- | ---- | --- |
| Estados Unidos  | 6 | 6 | 0 | 517 | 339 | +178 | 12  |
| República Checa | 6 | 4 | 2 | 438 | 404 | +34  | 10  |
| Rusia           | 6 | 3 | 3 | 493 | 446 | +47  | 9   |
| Francia         | 6 | 3 | 3 | 414 | 410 | +4   | 9   |
| China           | 6 | 3 | 3 | 421 | 477 | -56  | 9   |
| Cuba            | 6 | 2 | 4 | 405 | 475 | -70  | 8   |

- Resultados

| Fecha | Hora  | Partido¹        | Partido¹ | Partido¹        | Resultado |
| ----- | ----- | --------------- | -------- | --------------- | --------- |
| 16.09 | 11:45 | Francia         | -        | Rusia           | 74-64     |
| 16.09 | 14:00 | República Checa | -        | China           | 79-73     |
| 16.09 | 16:15 | Cuba            | -        | Estados Unidos  | 50-90     |
| 17.09 | 11:45 | Rusia           | -        | República Checa | 83-85     |
| 17.09 | 14:00 | Estados Unidos  | -        | Francia         | 76-41     |
| 17.09 | 16:15 | China           | -        | Cuba            | 73-70     |
| 18.09 | 15:15 | Cuba            | -        | Rusia           | 81-96     |
| 18.09 | 17:30 | Francia         | -        | China           | 64-66     |
| 18.09 | 19:45 | República Checa | -        | Estados Unidos  | 50-63     |

- (¹) – Todos en Barueri.

## Fase final
- Todos los partidos en la hora local de Brasil (UTC-2).

|  | Cuartos de final | Cuartos de final |                |        | Semifinales      | Semifinales      |        |              | Final            | Final            |  |
|  | 20 de septiembre | 20 de septiembre |                |        | 21 de septiembre | 21 de septiembre |        |              | 23 de septiembre | 23 de septiembre |  |
|  |                  |                  |                |        |                  |                  |        |              |                  |                  |  |
|  |                  |                  |                |        |                  |                  |        |              |                  |                  |  |
|  | Brasil           | 75               |                |        |                  |                  |        |              |                  |                  |  |
|  | Brasil           | 75               |                |        |                  |                  |        |              |                  |                  |  |
|  | República Checa  | 51               |                |        |                  |                  |        |              |                  |                  |  |
|  | República Checa  | 51               |                | Brasil | 76               |                  |        |              |                  |                  |  |
|  |                  |                  |                | Brasil | 76               |                  |        |              |                  |                  |  |
|  |                  |                  | Australia      | 88     |                  |                  |        |              |                  |                  |  |
|  | Australia        | 79               | Australia      | 88     |                  |                  |        |              |                  |                  |  |
|  | Australia        | 79               |                |        |                  |                  |        |              |                  |                  |  |
|  | Francia          | 66               |                |        |                  |                  |        |              |                  |                  |  |
|  | Francia          | 66               |                |        |                  |                  |        | Australia    | 91               |                  |  |
|  |                  |                  |                |        |                  |                  |        | Australia    | 91               |                  |  |
|  |                  |                  | Rusia          | 74     |                  |                  |        |              |                  |                  |  |
|  | España           | 56               | Rusia          | 74     |                  |                  |        |              |                  |                  |  |
|  | España           | 56               |                |        |                  |                  |        |              |                  |                  |  |
|  | Rusia            | 60               |                |        |                  |                  |        |              |                  |                  |  |
|  | Rusia            | 60               |                | Rusia  | 75               |                  |        | Tercer lugar | Tercer lugar     |                  |  |
|  |                  |                  |                | Rusia  | 75               |                  |        | Tercer lugar | Tercer lugar     |                  |  |
|  |                  |                  | Estados Unidos | 68     |                  |                  |        |              |                  |                  |  |
|  | Lituania         | 56               | Estados Unidos | 68     |                  |                  | Brasil | 59           |                  |                  |  |
|  | Lituania         | 56               |                |        |                  |                  | Brasil | 59           |                  |                  |  |
|  | Estados Unidos   | 90               |                |        |                  |                  |        |              | Estados Unidos   | 99               |  |
|  | Estados Unidos   | 90               |                |        |                  |                  |        |              | Estados Unidos   | 99               |  |
|  |                  |                  |                |        |                  |                  |        |              |                  |                  |  |

### Cuartos de final
| Fecha | Hora  | Partido¹  | Partido¹ | Partido¹        | Resultado |
| ----- | ----- | --------- | -------- | --------------- | --------- |
| 20.09 | 13:00 | España    | -        | Rusia           | 56-60     |
| 20.09 | 15:15 | Brasil    | -        | República Checa | 75-51     |
| 20.09 | 17:30 | Australia | -        | Francia         | 79-66     |
| 20.09 | 19:45 | Lituania  | -        | Estados Unidos  | 56-90     |

- (¹) – Todos en São Paulo.

### Semifinales
| Fecha | Hora  | Partido¹ | Partido¹ | Partido¹       | Resultado |
| ----- | ----- | -------- | -------- | -------------- | --------- |
| 21.09 | 15:15 | Brasil   | -        | Australia      | 76-88     |
| 21.09 | 19:45 | Rusia    | -        | Estados Unidos | 75-68     |

- (¹) – En São Paulo.

### Tercer lugar
| Fecha | Hora  | Partido¹ | Partido¹ | Partido¹       | Resultado |
| ----- | ----- | -------- | -------- | -------------- | --------- |
| 23.09 | 09:30 | Brasil   | -        | Estados Unidos | 59-99     |

- (¹) – En São Paulo.

### Final
| Fecha | Hora  | Partido¹  | Partido¹ | Partido¹ | Resultado |
| ----- | ----- | --------- | -------- | -------- | --------- |
| 23.09 | 14:00 | Australia | -        | Rusia    | 91-74     |

- (¹) – En São Paulo.

### Partidos de clasificación
5.º a 8.º lugar
| Fecha | Hora  | Partido¹        | Partido¹ | Partido¹ | Resultado |
| ----- | ----- | --------------- | -------- | -------- | --------- |
| 21.09 | 13:00 | República Checa | -        | Francia  | 78-79     |
| 21.09 | 17:30 | España          | -        | Lituania | 71-80     |

- (¹) – En São Paulo.

Séptimo lugar
| Fecha | Hora  | Partido¹        | Partido¹ | Partido¹ | Resultado |
| ----- | ----- | --------------- | -------- | -------- | --------- |
| 22.09 | 15:15 | República Checa | -        | España   | 57-49     |

- (¹) – En São Paulo.

Quinto lugar
| Fecha | Hora  | Partido¹ | Partido¹ | Partido¹ | Resultado |
| ----- | ----- | -------- | -------- | -------- | --------- |
| 22.09 | 17:30 | Francia  | -        | Lituania | 79-73     |

- (¹) – En São Paulo.

## Medallero
| Australia | Rusia | Estados Unidos |

## Plantillas de los equipos medallistas
- Australia.

Erin Phillips, Tully Bevilaqua, Jenni Screen, Penny Taylor, Emma Randall, Hollie Grima, Kristi Harrower, Laura Summerton, Belinda Snell, Jenny Whittle, Emily McInerny, Lauren Jackson. Seleccionador: Jan Stirling
- Rusia:

Ol'ga Artešina, Oksana Rachmatulina, Natal'ja Vodop'janova, Ekaterina Demagina, Svetlana Abrosimova, Tat'jana Šč'egoleva, Ilona Korstin, Marija Stepanova, Marina Karpunina, Elena Karpova, Irina Osipova, Ekaterina Lisina. Seleccionador: Igor' Grudin
- Estados Unidos:

Alana Beard, Seimone Augustus, Sue Bird, Sheryl Swoopes, DeLisha Milton-Jones, Cheryl Ford, Tamika Catchings, Tina Thompson, Diana Taurasi, Michelle Snow, Katie Smith, Candace Parker. Seleccionador: Anne Donovan.

## Estadísticas

### Clasificación general
| 1. Australia       |
| 2. Rusia           |
| 3. Estados Unidos  |
| 4. Brasil          |
| 5. Francia         |
| 6. Lituania        |
| 7. República Checa |
| 8. España          |
| 9. Argentina       |
| 10. Canadá         |
| 11. Cuba           |
| 12. China          |
| 13. Corea del Sur  |
| 14. China Taipéi   |
| 15. Senegal        |
| 16. Nigeria        |

### Máxima anotadora
| N.º | Jugadora              | País      | Puntos |
| --- | --------------------- | --------- | ------ |
| 1   | Amaya Valdemoro       | España    | 191    |
| 2   | Lauren Jackson        | Australia | 170    |
| 3   | Iziane Castro Marques | Brasil    | 152    |
| 4   | Penny Taylor          | Australia | 144    |
| 4   | Mariya Stepanova      | Rusia     | 144    |

Fuente: 

### Equipo más anotador
| N.º | Equipo         | Puntos |
| --- | -------------- | ------ |
| 1   | Estados Unidos | 774    |
| 2   | Rusia          | 702    |
| 3   | Brasil         | 692    |
| 4   | Australia      | 687    |
| 5   | Francia        | 638    |

Fuente: 